# فهرست قدرتمندترین زنان جهان نشریه فوربز

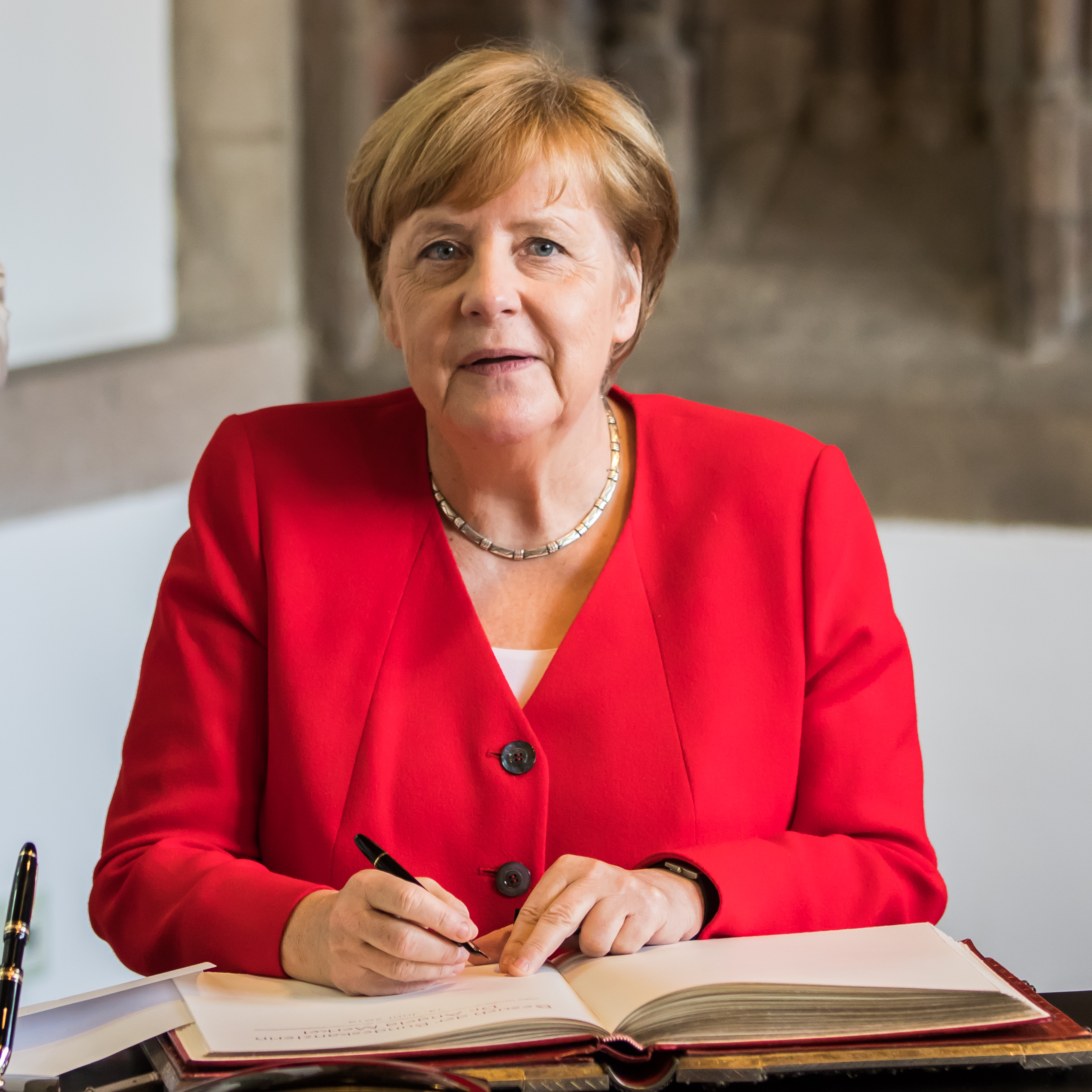
آنگلا مرکل، بارها به‌عنوان قدرت‌مندترین زن نشریه فوربز برگزیده شده است

نشان‌وارهٔ نشریه فوربز

از سال ۲۰۰۴ تا کنون، نشریه اقتصادی فوربز هر ساله فهرستی از یکصد زن قدرتمند جهان را منتشر ساخته‌است که با معیارهای اقتصادی و اجتماعی رتبه‌بندی شده و مورد توجه محافل رسانه‌ای در جهان قرار گرفته‌است.

## ۲۰۲۰ (۱۰ انتخاب برتر)
1. آنگلا مرکل، صدر اعظم آلمان
2. کریستین لاگارد، رئیس بانک مرکزی اروپا
3. کامالا هریس، معاون رئیس‌جمهور ایالات متحده آمریکا
4. اورزولا فن در لاین، رئیس کمیسیون اروپا
5. ملیندا گیتس، بنیان‌گذار شرکت بنیاد بیل و ملیندا گیتس
6. مری بارا، مدیر عامل اجرایی جنرال موتورز
7. نانسی پلوسی، رئیس مجلس نمایندگان ایالات متحده آمریکا
8. آنا پاتریسیا بوتین، رئیس هیئت مدیرهٔ شرکت گروه سانتاندر
9. ابیگیل جانسون، رئیس-مدیر عامل سرمایه‌گذاری‌های فیدلیتی
10. گیل کوزیارا بودرو، مدیر عامل اجرایی انتم[۱]

## ۲۰۱۹ (۱۰ انتخاب برتر)
1. آنگلا مرکل، صدر اعظم آلمان
2. کریستین لاگارد، مدیر عامل اجرایی صندوق بین‌المللی پول و سپس رئیس بانک مرکزی اروپا
3. نانسی پلوسی، رئیس مجلس نمایندگان ایالات متحده آمریکا
4. اورزولا فن در لاین، رئیس کمیسیون اروپا
5. مری بارا، مدیر عامل جنرال موتورز
6. ملیندا گیتس، یکی از بنیان‌گذاران بنیاد بیل و ملیندا گیتس
7. ابیگیل جانسون، رئیس-مدیر عامل سرمایه‌گذاری‌های فیدلیتی
8. آنا پاتریسیا بوتین، رئیس اجرایی هیئت مدیرهٔ گروه سانتاندر
9. جینی رومتی، مدیر عامل آی‌بی‌ام
10. مریلین هیوسن، مدیر عامل لاکهید مارتین[۲]

## ۲۰۱۸ (۱۰ انتخاب برتر)
1. آنگلا مرکل، صدراعظم آلمان
2. ترزا می، نخست‌وزیر بریتانیا
3. کریستین لاگارد، مدیر عامل صندوق بین‌المللی پول
4. مری بارا، مدیر عامل اجرایی شرکت جنرال موتورز
5. ابیگیل جانسون، رئیس و مدیر عامل اجرایی سرمایه‌گذاری فیدلیتی
6. ملیندا گیتس، یکی از بنیانگذاران بنیاد بیل و ملیندا گیتس
7. سوزان وویچیتسکی، مدیر عامل اجرایی یوتیوب
8. آنا پاتریسیا بوتین، رئیس هیئت مدیره گروه سانتاندر
9. مریلین هیوسن، مدیر عامل اجرایی لاکهید مارتین
10. جینی رومتی، مدیر عامل اجرایی آی‌بی‌ام[۳]

## ۲۰۱۷ (۱۰ انتخاب برتر)
1. آنگلا مرکل، صدراعظم آلمان
2. ترزا می، نخست‌وزیر بریتانیا
3. ملیندا گیتس، یکی از بنیانگذاران بنیاد بیل و ملیندا گیتس
4. شریل سندبرگ، مدیر عملیاتی فیس‌بوک
5. مری بارا، مدیر عامل اجرایی شرکت جنرال موتورز
6. سوزان وویچیتسکی، مدیر عامل اجرایی یوتیوب
7. ابیگیل جانسون، رئیس و مدیر عامل اجرایی سرمایه‌گذاری فیدلیتی
8. کریستین لاگارد، مدیر عامل صندوق بین‌المللی پول
9. آنا پاتریسیا بوتین، رئیس هیئت مدیره گروه سانتاندر
10. جینی رومتی، مدیر عامل اجرایی آی‌بی‌ام[۴]

## ۲۰۱۶ (۱۰ انتخاب برتر)
1. آنگلا مرکل، صدراعظم آلمان
2. هیلاری کلینتون، نامزد انتخابات ریاست جمهوری ایالات متحده
3. جنت یلن، رئیس فدرال رزرو ایالات متحده
4. ملیندا گیتس، یکی از بنیان‌گذاران بنیاد بیل و ملیندا گیتس
5. مری بارا، مدیرعامل جنرال موتورز
6. کریستین لاگارد، مدیر عامل صندوق بین‌المللی پول
7. بیانسه نولز، خواننده و آهنگ‌ساز
8. سوزان وویچیتسکی، مدیر عامل یوتیوب
9. مگ ویتمن، مدیر عامل هیولت پاکارد انترپرایز
10. آنا پاتریسیا بوتین، رئیس هیئت مدیره گروه سانتاندر[۵]

## ۲۰۱۵ (۱۰ انتخاب برتر)
1. آنگلا مرکل، صدراعظم آلمان
2. هیلاری کلینتون، نامزد انتخابات ریاست جمهوری ایالات متحده
3. ملیندا گیتس، یکی از بنیان‌گذاران بنیاد بیل و ملیندا گیتس
4. جنت یلن، رئیس فدرال رزرو ایالات متحده
5. مری بارا، مدیرعامل جنرال موتورز
6. کریستین لاگارد، مدیر عامل صندوق بین‌المللی پول
7. دیلما روسف، رئیس‌جمهور برزیل
8. شریل سندبرگ، مدیر عملیاتی فیس‌بوک
9. سوزان وویچیتسکی، مدیر عامل یوتیوب
10. میشل اوباما، بانوی اول ایالات متحده آمریکا[۶]

## ۲۰۱۴ (۱۰ انتخاب برتر)
1. آنگلا مرکل، صدراعظم آلمان
2. جنت یلن، رئیس فدرال رزرو ایالات متحده
3. ملیندا گیتس، یکی از بنیان‌گذاران بنیاد بیل و ملیندا گیتس
4. دیلما روسف، رئیس‌جمهور برزیل
5. کریستین لاگارد، مدیر عامل صندوق بین‌المللی پول
6. هیلاری کلینتون، وزیر سابق امور خارجه ایالات متحده آمریکا
7. مری بارا، مدیرعامل جنرال موتورز
8. میشل اوباما، بانوی اول ایالات متحده آمریکا
9. شریل سندبرگ، مدیر عملیاتی فیس‌بوک
10. جینی رومتی، مدیر عامل اجرایی آی‌بی‌ام[۷]

## ۲۰۱۳ (۱۰ انتخاب برتر)
1. آنگلا مرکل، صدراعظم آلمان
2. دیلما روسف، سی و ششمین رئیس‌جمهور برزیل
3. ملیندا گیتس، یکی از بنیان‌گذاران بنیاد بیل و ملیندا گیتس
4. میشل اوباما، بانوی اول ایالات متحده آمریکا
5. هیلاری کلینتون، وزیر امور خارجه ایالات متحده آمریکا
6. شریل سندبرگ، مدیر عملیاتی فیس‌بوک
7. کریستین لاگارد، مدیر عامل صندوق بین‌المللی پول
8. جنت ناپالیتانو، وزیر امنیت میهن ایالات متحده آمریکا
9. سونیا گاندی رئیس حزب کنگره ملی هند
10. ایندرا نویی رئیس هیئت مدیره و مدیر عامل پپسی‌کو[۸]

## ۲۰۱۲ (۱۰ انتخاب برتر)
1. آنگلا مرکل، صدراعظم آلمان
2. هیلاری کلینتون، وزیر امور خارجه ایالات متحده آمریکا
3. دیلما روسف، سی و ششمین رئیس‌جمهور برزیل
4. ملیندا گیتس، یکی از بنیان‌گذاران بنیاد بیل و ملیندا گیتس
5. ژیل ابرمسن، سردبیر اجرایی نیویورک تایمز
6. سونیا گاندی رئیس حزب کنگره ملی هند
7. میشل اوباما، بانوی اول ایالات متحده آمریکا
8. کریستین لاگارد، مدیر عامل صندوق بین‌المللی پول
9. جنت ناپالیتانو، وزیر امنیت میهن ایالات متحده آمریکا
10. شریل سندبرگ، مدیر عملیاتی فیس‌بوک[۹]

## ۲۰۱۱ (۱۰ انتخاب برتر)
1. آنگلا مرکل، صدراعظم آلمان
2. هیلاری کلینتون، وزیر امور خارجه ایالات متحده آمریکا
3. دیلما روسف، سی و ششمین رئیس‌جمهور برزیل
4. ایندرا نویی، رئیس هیئت مدیره و مدیر عامل پپسی‌کو
5. شریل سندبرگ، مدیر عملیاتی فیس‌بوک
6. ملیندا گیتس، یکی از بنیان‌گذاران بنیاد بیل و ملیندا گیتس
7. سونیا گاندی رئیس حزب کنگره ملی هند
8. میشل اوباما، بانوی اول ایالات متحده آمریکا
9. کریستین لاگارد، مدیر عامل صندوق بین‌المللی پول
10. آیرین روزنفلد، رئیس هیئت مدیره و مدیر عامل موندلیز[۱۰]

## ۲۰۱۰ (۱۰ انتخاب برتر)
1. میشل اوباما، بانوی اول ایالات متحده آمریکا
2. آیرین روزنفلد، رئیس هیئت مدیره و مدیر عامل موندلیز
3. اپرا وینفری، مجری و تهیه‌کننده تلویزیونی
4. آنگلا مرکل، صدراعظم آلمان
5. هیلاری کلینتون، وزیر امور خارجه ایالات متحده آمریکا
6. ایندرا نویی، رئیس هیئت مدیره و مدیر عامل پپسی‌کو
7. لیدی گاگا، خواننده و هنرپیشه
8. گیل کلی، مدیر عامل وستپک
9. بیانسه نولز، خواننده و آهنگ‌ساز
10. الن دی‌جنرس، کمدین و مجری تلویزیونی[۱۱]

## ۲۰۰۹ (۱۰ انتخاب برتر)
1. آنگلا مرکل، صدراعظم آلمان
2. شیلا بایر، نوزدهمین رئیس شرکت بیمه سپرده فدرال ایالات متحده
3. ایندرا نویی، رئیس هیئت مدیره و مدیر عامل پپسی‌کو
4. سینتیا کرول، مدیر عامل اجرایی انگلو امریکن
5. هو چینگ، مدیر عامل اجرایی شرکت هلدینگ تماسک
6. آیرین روزنفلد، رئیس هیئت مدیره و مدیر عامل موندلیز
7. الن کولمن، رئیس هیئت مدیره و مدیر عامل شرکت دوپون
8. انجلا برالی، رئیس هیئت مدیره و مدیر عامل شرکت ول‌پوینت
9. آن لوورژون، مدیر عامل اجرایی آریوا
10. لین السنهانس، رئیس هیئت مدیره سانوکو[۱۲]

## ۲۰۰۸ (۱۰ انتخاب برتر)
1. آنگلا مرکل، صدراعظم آلمان
2. شیلا بایر، نوزدهمین رئیس شرکت بیمه سپرده فدرال ایالات متحده
3. ایندرا نویی، رئیس هیئت مدیره و مدیر عامل پپسی‌کو
4. انجلا برالی، رئیس هیئت مدیره و مدیر عامل شرکت ول‌پوینت
5. سینتیا کرول، مدیر عامل اجرایی انگلو امریکن
6. آیرین روزنفلد، رئیس هیئت مدیره و مدیر عامل موندلیز
7. کاندولیزا رایس، وزیر امور خارجه ایالات متحده آمریکا
8. هو چینگ، مدیر عامل اجرایی شرکت هلدینگ تماسک
9. آن لوورژون، مدیر عامل اجرایی آریوا
10. آنه مولکاهی، عضو هیئت مدیره و مدیر عامل شرکت زیراکس[۱۳]

## ۲۰۰۷ (۱۰ انتخاب برتر)
1. آنگلا مرکل، صدراعظم آلمان
2. وو یی، معاون نخست‌وزیر جمهوری خلق چین
3. هو چینگ، مدیر عامل اجرایی شرکت هلدینگ تماسک
4. کاندولیزا رایس، وزیر امور خارجه ایالات متحده آمریکا
5. ایندرا نویی، رئیس هیئت مدیره و مدیر عامل پپسی‌کو
6. سونیا گاندی رئیس حزب کنگره ملی هند
7. سینتیا کرول، مدیر عامل اجرایی انگلو امریکن
8. پاتریسیا وئرتز، مدیر عامل اجرایی آرچر دانیلز میدلند
9. آیرین روزنفلد، رئیس هیئت مدیره و مدیر عامل موندلیز
10. پاتتریسیا روسو، مدیر عامل اجرایی شرکت لوسنت[۱۴]

## ۲۰۰۶ (۱۰ انتخاب برتر)
1. آنگلا مرکل، صدراعظم آلمان
2. کاندولیزا رایس، وزیر امور خارجه ایالات متحده آمریکا
3. وو یی، معاون نخست‌وزیر جمهوری خلق چین
4. ایندرا نویی، رئیس هیئت مدیره و مدیر عامل پپسی‌کو
5. آنه مولکاهی، عضو هیئت مدیره و مدیر عامل شرکت زیراکس
6. سالی کراچک، مدیر و بنیانگذار شرکت الوست
7. پاتریسیا وئرتز، مدیر عامل اجرایی آرچر دانیلز میدلند
8. آن لوورژون، مدیر عامل اجرایی آریوا
9. برندا بارنس، مدیر عامل شرکت سارا لی
10. زوئی کروز، قائم مقام مورگان استنلی[۱۵]

## ۲۰۰۵ (۱۰ انتخاب برتر)
1. کاندولیزا رایس، وزیر امور خارجه ایالات متحده آمریکا
2. وو یی، معاون نخست‌وزیر جمهوری خلق چین
3. یولیا تیموشنکو، رهبر حزب میهن اوکراین
4. گلوریا آرویو، چهاردهمین رئیس‌جمهور فیلیپین
5. مگ ویتمن، رئیس و مدیر ارشد هیولت پاکارد انترپرایز
6. آنه مولکاهی، عضو هیئت مدیره و مدیر عامل شرکت زیراکس
7. سالی کراچک، مدیر و بنیانگذار شرکت الوست
8. برندا بارنس، مدیر عامل شرکت سارا لی
9. اپرا وینفری، مجری و تهیه‌کننده تلویزیونی
10. ملیندا گیتس، یکی از بنیان‌گذاران بنیاد بیل و ملیندا گیتس[۱۶]

## ۲۰۰۴ (۱۰ انتخاب برتر)
1. کاندولیزا رایس، وزیر امور خارجه ایالات متحده آمریکا
2. وو یی، معاون نخست‌وزیر جمهوری خلق چین
3. سونیا گاندی رئیس حزب کنگره ملی هند
4. لورا بوش، بانوی اول ایالات متحده آمریکا
5. هیلاری کلینتون، نماینده مجلس سنای ایالات متحده از نیویورک
6. سندرا دی اوکانر، قاضی دستیار دیوان عالی ایالات متحده
7. روث بیدر گینزبرگ، قاضی دستیار دیوان عالی ایالات متحده
8. مگاواتی سوکارنوپوتری، رئیس‌جمهور اندونزی
9. گلوریا آرویو، چهاردهمین رئیس‌جمهور فیلیپین
10. کارلی فیورینا، مدیر عامل اجرایی هیولت پاکارد (HP)[۱۷]